# Coronium
Coronium war die Bezeichnung eines aufgrund von Spektralanalysen galaktischer Nebel von John William Nicholson 1911 (und vorher von Mendelejew) postulierten Elements. Demnach hat Coronium ein Atomgewicht von 0,51282.
Beim Coronium handelt es sich allerdings um die grüne Emissionslinie des 13-fach positiv geladenen Fe13+-Ions, [Fe XIV] bei 530,3 nm. Da dies eine verbotene Linie darstellt, war die entsprechende Spektrallinie in irdischen Laboren nur sehr schwer herzustellen.
Während der Sonnenfinsternis vom 7. August 1869 wurde eine grüne Spektrallinie der Wellenlänge 530,3 nm unabhängig voneinander durch Charles Augustus Young und William Harkness in der Sonnenkorona beobachtet. Da diese Spektrallinie zu keinen bekannten Element zu gehören schien, wurde es einem noch nicht bekannten Element zugeordnet, welches Coronium genannt wurde.
1903 sagte Dmitri Iwanowitsch Mendelejew zwei neue chemische Elemente vorher, die leichter seien als Wasserstoff und von ihrer Natur her Edelgase. Newtonium (Element x) war sein Kandidat für den alles durchdringenden Äther mit einer Atommasse von 0,17 und ohne Ladung. Für Coronium (Element y) sagte er eine Masse von maximal 0,4 vorher und hielt ihn für ebenfalls für ein Edelgas homolog zu Neon. Er sah Hinweise auf Coronium im Sonnenspektrum vorliegen. Erst in den 1930er-Jahren entdeckten Walter Grotrian und Bengt Edlén, dass die 530,3-nm-Spektrallinie zum hochionisierten Fe13+ gehört.